# Plesiops mystaxus
Plesiops mystaxus és una espècie de peix de la família Plesiopidae i de l'ordre dels perciformes.

## Morfologia
Els mascles poden assolir els 9 cm de longitud total.

## Distribució geogràfica
Es troba al Mar Roig, Comores, Madagascar i el sud d'Oman.